# Jari Europaeus
Jari Europaeus (Helsinki, 29 december 1962) is een voormalig profvoetballer uit Finland, die speelde als verdediger gedurende zijn carrière.

## Clubcarrière
Europaeus, bijgenaamd Euffa, beëindigde zijn actieve loopbaan in 1996 bij de Finse club Atlantis FC. Behalve in zijn vaderland speelde hij clubvoetbal in Zweden bij Gefle IF en Östers IF. Europaeus werd in 1989 door de Finse voetbalbond uitgeroepen tot Fins voetballer van het jaar.

## Interlandcarrière
Europaeus kwam in totaal 56 keer (geen doelpunten) uit voor de nationale ploeg van Finland in de periode 1983–1991. Hij maakte zijn debuut onder leiding van bondscoach Martti Kuusela op 5 oktober 1983 in de olympische kwalificatiewedstrijd tegen de DDR (1-0 nederlaag), net als doelman Markku Palmroos, zijn toenmalige clubgenoot bij HJK Helsinki.
| Interlands van Jari Europaeus voor Finland | Interlands van Jari Europaeus voor Finland | Interlands van Jari Europaeus voor Finland | Interlands van Jari Europaeus voor Finland | Interlands van Jari Europaeus voor Finland | Interlands van Jari Europaeus voor Finland |
| №                                          | Datum                                      | Wedstrijd                                  | Uitslag                                    | Competitie                                 |                                            |
| ------------------------------------------ | ------------------------------------------ | ------------------------------------------ | ------------------------------------------ | ------------------------------------------ | ------------------------------------------ |
| 1                                          | 05 Oct 1983                                | Duitse Democratische Republiek – Finland   | 1–0                                        | OS-kwalificatie                            |                                            |
| 2                                          | 26 Oct 1983                                | Noorwegen – Finland                        | 4–2                                        | OS-kwalificatie                            |                                            |
| 3                                          | 09 Mar 1984                                | Koeweit – Finland                          | 1–0                                        | Vriendschappelijk                          |                                            |
| 4                                          | 27 May 1984                                | Finland – Noord-Ierland                    | 1–0                                        | WK-kwalificatie                            |                                            |
| 5                                          | 16 Aug 1984                                | Finland – Mexico                           | 0–3                                        | Vriendschappelijk                          |                                            |
| 6                                          | 12 Sep 1984                                | Finland – Polen                            | 0–2                                        | Vriendschappelijk                          |                                            |
| 7                                          | 14 Nov 1984                                | Noord-Ierland – Finland                    | 2–1                                        | WK-kwalificatie                            |                                            |
| 8                                          | 20 Nov 1984                                | Saoedi-Arabië – Finland                    | 2–1                                        | Vriendschappelijk                          |                                            |
| 9                                          | 24 Nov 1984                                | Qatar – Finland                            | 1–1                                        | Vriendschappelijk                          |                                            |
| 10                                         | 23 Jan 1985                                | Spanje – Finland                           | 3–1                                        | Vriendschappelijk                          |                                            |
| 11                                         | 17 Feb 1985                                | Ecuador – Finland                          | 3–1                                        | Vriendschappelijk                          |                                            |
| 12                                         | 17 Apr 1985                                | Polen – Finland                            | 2–1                                        | Vriendschappelijk                          |                                            |
| 13                                         | 28 Aug 1985                                | Roemenië – Finland                         | 2–0                                        | WK-kwalificatie                            |                                            |
| 14                                         | 22 Jan 1986                                | Portugal – Finland                         | 1–1                                        | Vriendschappelijk                          |                                            |
| 15                                         | 21 Feb 1986                                | Bahrein – Finland                          | 0–0                                        | Vriendschappelijk                          |                                            |
| 16                                         | 24 Feb 1986                                | Bahrein – Finland                          | 0–4                                        | Vriendschappelijk                          |                                            |
| 17                                         | 28 Feb 1986                                | Saoedi-Arabië – Finland                    | 0–1                                        | Vriendschappelijk                          |                                            |
| 18                                         | 06 Aug 1986                                | Finland – Zweden                           | 1–3                                        | Vriendschappelijk                          |                                            |
| 19                                         | 20 Aug 1986                                | Finland – Duitse Democratische Republiek   | 1–0                                        | Vriendschappelijk                          |                                            |
| 20                                         | 10 Sep 1986                                | Finland – Wales                            | 1–1                                        | EK-kwalificatie                            |                                            |
| 21                                         | 15 Oct 1986                                | Tsjecho-Slowakije – Finland                | 3–0                                        | EK-kwalificatie                            |                                            |
| 22                                         | 29 Oct 1986                                | Denemarken – Finland                       | 1–0                                        | EK-kwalificatie                            |                                            |
| 23                                         | 18 Mar 1987                                | Polen – Finland                            | 3–1                                        | Vriendschappelijk                          |                                            |
| 24                                         | 01 Apr 1987                                | Wales – Finland                            | 4–0                                        | EK-kwalificatie                            |                                            |
| 25                                         | 29 Apr 1987                                | Finland – Denemarken                       | 0–1                                        | EK-kwalificatie                            |                                            |
| 26                                         | 28 May 1987                                | Finland – Brazilië                         | 2–3                                        | Vriendschappelijk                          |                                            |
| 27                                         | 09 Sep 1987                                | Finland – Tsjecho-Slowakije                | 3–0                                        | EK-kwalificatie                            |                                            |
| 28                                         | 11 Jan 1988                                | Tsjecho-Slowakije – Finland                | 0–2                                        | Vriendschappelijk                          |                                            |
| 29                                         | 15 Jan 1988                                | Zweden – Finland                           | 1–0                                        | Vriendschappelijk                          |                                            |
| 30                                         | 07 Feb 1988                                | Malta – Finland                            | 2–0                                        | Vriendschappelijk                          |                                            |
| 31                                         | 13 Feb 1988                                | Tunesië – Finland                          | 0–3                                        | Vriendschappelijk                          |                                            |
| 32                                         | 04 Aug 1988                                | Finland – Bulgarije                        | 1–1                                        | Vriendschappelijk                          |                                            |
| 33                                         | 17 Aug 1988                                | Finland – Sovjet-Unie                      | 0–0                                        | Vriendschappelijk                          |                                            |
| 34                                         | 31 Aug 1988                                | Finland – West-Duitsland                   | 0–4                                        | WK-kwalificatie                            |                                            |
| 35                                         | 19 Oct 1988                                | Wales – Finland                            | 2–2                                        | WK-kwalificatie                            |                                            |
| 36                                         | 03 Nov 1988                                | Koeweit – Finland                          | 0–0                                        | Vriendschappelijk                          |                                            |
| 37                                         | 06 Nov 1988                                | Koeweit – Finland                          | 0–0                                        | Vriendschappelijk                          |                                            |
| 38                                         | 13 Jan 1989                                | Egypte – Finland                           | 2–1                                        | Vriendschappelijk                          |                                            |
| 39                                         | 08 Feb 1989                                | Algerije – Finland                         | 2–0                                        | Vriendschappelijk                          |                                            |
| 40                                         | 10 Feb 1989                                | Finland – Denemarken                       | 0–0                                        | Vriendschappelijk                          |                                            |
| 41                                         | 12 Feb 1989                                | Malta – Finland                            | 0–0                                        | Vriendschappelijk                          |                                            |
| 42                                         | 22 Mar 1989                                | Duitse Democratische Republiek – Finland   | 1–1                                        | Vriendschappelijk                          |                                            |
| 43                                         | 31 May 1989                                | Finland – Nederland                        | 0–1                                        | WK-kwalificatie                            |                                            |
| 44                                         | 23 Aug 1989                                | Finland – Joegoslavië                      | 2–2                                        | Vriendschappelijk                          |                                            |
| 45                                         | 06 Sep 1989                                | Finland – Wales                            | 1–0                                        | WK-kwalificatie                            |                                            |
| 46                                         | 04 Oct 1989                                | West-Duitsland – Finland                   | 6–1                                        | WK-kwalificatie                            |                                            |
| 47                                         | 15 Nov 1989                                | Nederland – Finland                        | 3–0                                        | WK-kwalificatie                            |                                            |
| 48                                         | 12 Feb 1990                                | Verenigde Arabische Emiraten – Finland     | 1–1                                        | Vriendschappelijk                          |                                            |
| 49                                         | 15 Feb 1990                                | Koeweit – Finland                          | 0–1                                        | Vriendschappelijk                          |                                            |
| 50                                         | 10 Mar 1990                                | Verenigde Staten – Finland                 | 2–1                                        | Vriendschappelijk                          |                                            |
| 51                                         | 29 Aug 1990                                | Finland – Tsjecho-Slowakije                | 1–1                                        | Vriendschappelijk                          |                                            |
| 52                                         | 12 Sep 1990                                | Finland – Portugal                         | 0–0                                        | EK-kwalificatie                            |                                            |
| 53                                         | 11 Nov 1990                                | Tunesië – Finland                          | 1–2                                        | Vriendschappelijk                          |                                            |
| 54                                         | 25 Nov 1990                                | Malta – Finland                            | 1–1                                        | EK-kwalificatie                            |                                            |
| 55                                         | 13 Mar 1991                                | Polen – Finland                            | 1–1                                        | Vriendschappelijk                          |                                            |
| 56                                         | 17 Apr 1991                                | Nederland – Finland                        | 2–0                                        | EK-kwalificatie                            |                                            |

## Erelijst
HJK Helsinki
- Fins landskampioen

1981, 1990
- Suomen Cup

1981, 1984, 1993
- Liigacup

1994
 RoPS Rovaniemi
- Fins voetballer van het jaar

1989